# Abarth Grande Punto
La Abarth Grande Punto è una autovettura prodotta dalla Abarth, realizzata sulla base della Fiat Grande Punto e prodotta nello stabilimento di Melfi, in Basilicata.
È commercializzata in 26 concessionarie Abarth aperte nel 2007 e distribuite in modo più o meno uniforme nel territorio nazionale; queste sono anche officine autorizzate alla riparazione e "trasformazione" della Abarth Grande Punto "base" ai kit potenziato "AssettoCorse" ed "EsseEsse". Al salone dell'automobile di Ginevra 2008 è stato reso noto il comunicato stampa che presenta la strategia della rete ufficiale di concessionarie Abarth in Europa, attraverso cui verrà commercializzata la Abarth Grande Punto, insieme alla "sorella" Abarth 500, al di fuori dell'Italia. Nel 2010 è stata sostituita dalla versione elaborata della Fiat Punto Evo: la Abarth Punto Evo.

## Il contesto
Prodotta su base Fiat Grande Punto (di cui mantiene gran parte dell'estetica), la Abarth Grande Punto è una reinterpretazione meccanica-tecnica del modello Fiat da cui deriva. Al di là dei piccoli ma evidenti accorgimenti stilistici, le maggiori modifiche si concentrano nelle parti meccaniche e nel motore, nonché nelle soluzioni elettroniche adottate.
Il modello è stato presentato al pubblico al salone di Ginevra assieme al prototipo del modello "EsseEsse", e successivamente commercializzato a partire dall'ottobre 2007.
In occasione del lancio sul mercato del kit di potenziamento "EsseEsse", la Abarth ha pubblicato una nuova sezione del sito ufficiale interamente dedicato a esso, dove sono messe in evidenza le differenze di prestazioni fra la versione base da 155 CV e quella dopo lo step da 180 CV (Kit EsseEsse).

## Profilo e caratteristiche tecniche
Il motore benzina è il 1.4 Turbo T-JET da 155 CV a 5.500 giri/minuto abbinato a un cambio meccanico a 6 rapporti, che permette alla vettura di raggiungere una velocità massima dichiarata di 208 km/h e di scattare da 0 a 100 km/h in 8,2 secondi. Il dato ufficiale relativo alle doti di accelerazione, però, risulta stranamente sottostimato dalla casa. Infatti, dai rilievi cronometrici effettuati, le riviste del settore sono pressoché concordi nell'attribuire alla vettura prestazioni migliori, rilevando tempi di accelerazione pari o inferiori a 7,8 secondi da 0 a 100 km/h e velocità massima pari a 215 km/h.

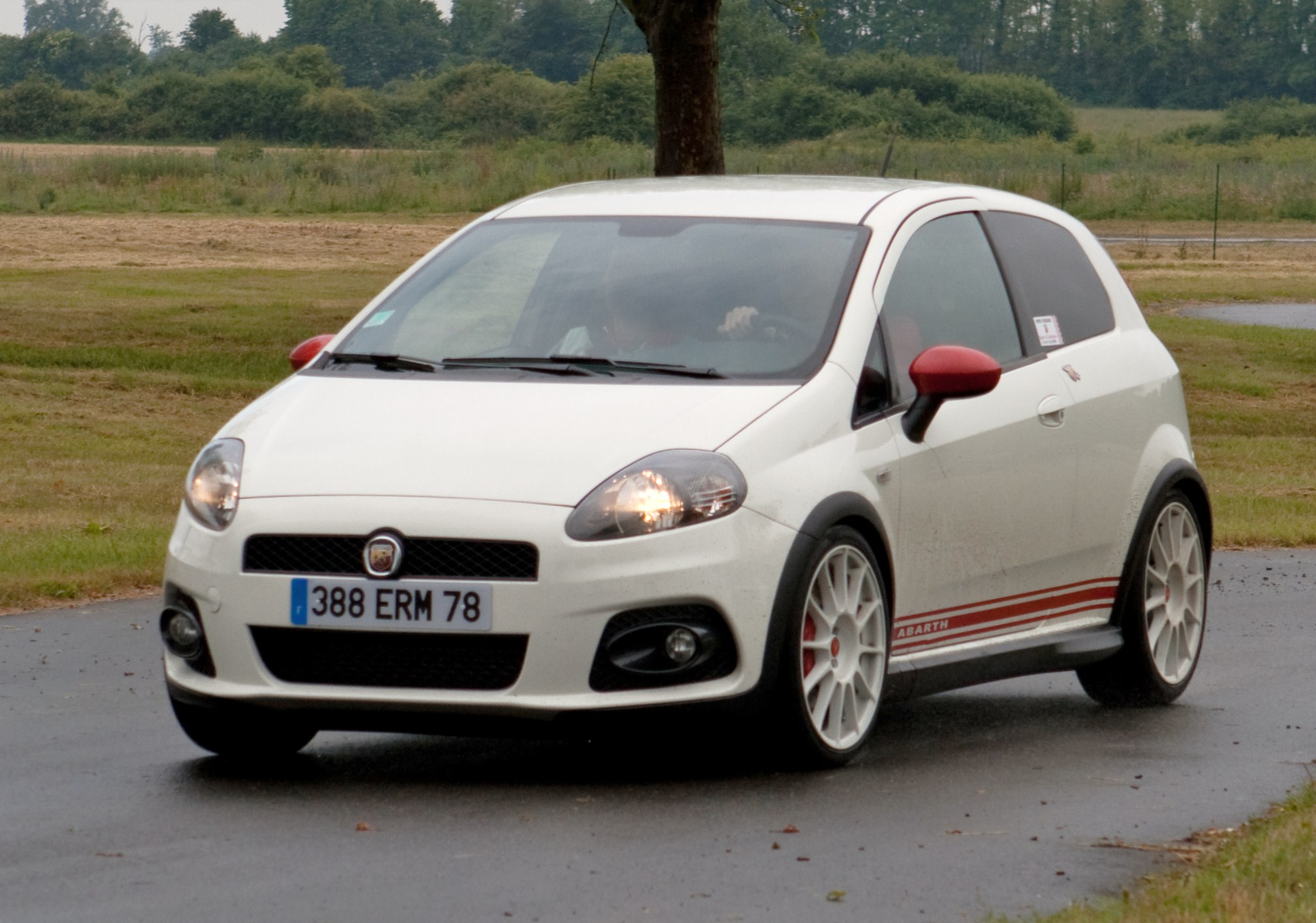
Una Abarth Grande Punto EsseEsse

Al centro della plancia è presente il tasto "Sport Boost" che cambia la mappatura della centralina elettronica del motore e delle varie componenti, portando la coppia da 206 Nm a 5.000 giri/minuto, fino a 230 Nm già da 3.000 giri/minuto, indurendo inoltre lo sterzo e rendendo estremamente sensibile l'acceleratore (dotato di sistema Drive-By-Wire).

Per quanto riguarda l'aspetto telaistico e le doti di tenuta e di stabilità, all'anteriore a schema MacPherson è stata adottata una barra antirollio maggiorata di 19 mm mentre al posteriore è rimasto lo schema a ponte torcente; l'assetto è stato ribassato di 10 mm, il reparto sospensioni irrigidito del 20% e le carreggiate sono state allargate di 6 mm, rispetto alla versione standard di casa Fiat.

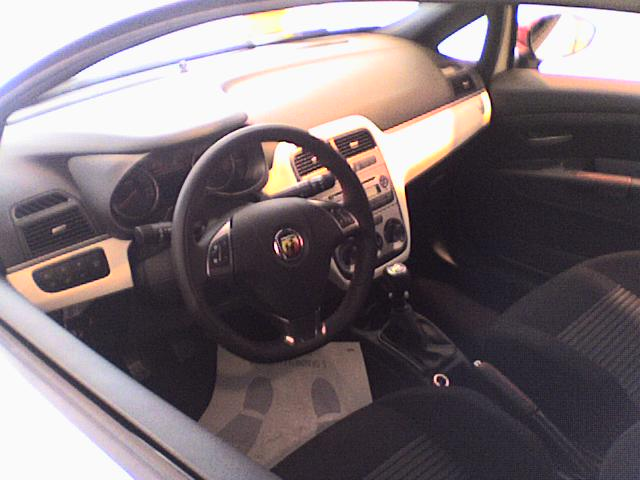
Interni di una Abarth Grande Punto

Importanti sono anche le attenzioni riportate al reparto frenante mediante l'adozione di pinze fisse Brembo a doppio pistone all'anteriore, verniciate di rosso e con dischi autoventilanti da 305 mm di diametro, nonché ai sistemi elettronici rivisti totalmente per garantire un'ottima sicurezza anche a tale motorizzazione; questa scelta ha sollecitato numerose discussioni: infatti è stata decisione della Abarth non rendere disattivabile l'ESP che nell'occasione è stato totalmente rivisto e studiato per non interferire col carattere sportivo dell'auto, mentre per sopperire alle possibili ripartenze da fermo problematiche che possono essere causate dallo slittamento delle ruote in presenza di neve o ghiaccio e il conseguente intervento dell'elettronica a tagliare la potenza, il solo controllo di trazione ASR è rimasto comunque disinseribile tramite pulsante sulla plancia.
Gli accorgimenti estetici sono perlopiù aerodinamici e tecnici: alettone, paraurti, minigonne, estrattore d'aria posteriore, calandra e cerchi in lega di alluminio da 7" X 17" della misura 215/45 sono stati riprogettati, tuttavia lo stile dell'auto è rimasto complessivamente invariato lasciando inalterata la personalità del modello originario.
Per gli interni invece sono stati proposti elementi tecnici che risaltano l'indole sportiva della vettura, come i sedili contenitivi con poggiatesta integrato, la pedaliera sportiva in alluminio, il volante con corona leggermente appiattita nella parte bassa e un computer di bordo che presenta, fra le varie funzioni, un manometro digitale che indica lo stato della pressione della turbina mediante una barra a riempimento.

### Richiami storici
Il sistema di scarico dei gas dedicato culmina al posteriore sul lato sinistro dell'auto con due lunghi terminali appaiati e satinati, come richiamo alle Abarth del passato, insieme allo stesso design dei cerchi in lega e al profilo aerodinamico in plastica grezza di colore nero, che orla tutti e quattro i lati dell'automobile compresi i passaruota, esattamente come fu per la Autobianchi A112 Abarth, ultima creazione a cui partecipò in prima persona lo stesso fondatore Carlo Abarth e per altri modelli elaborati dal marchio.

### Il primo prototipo

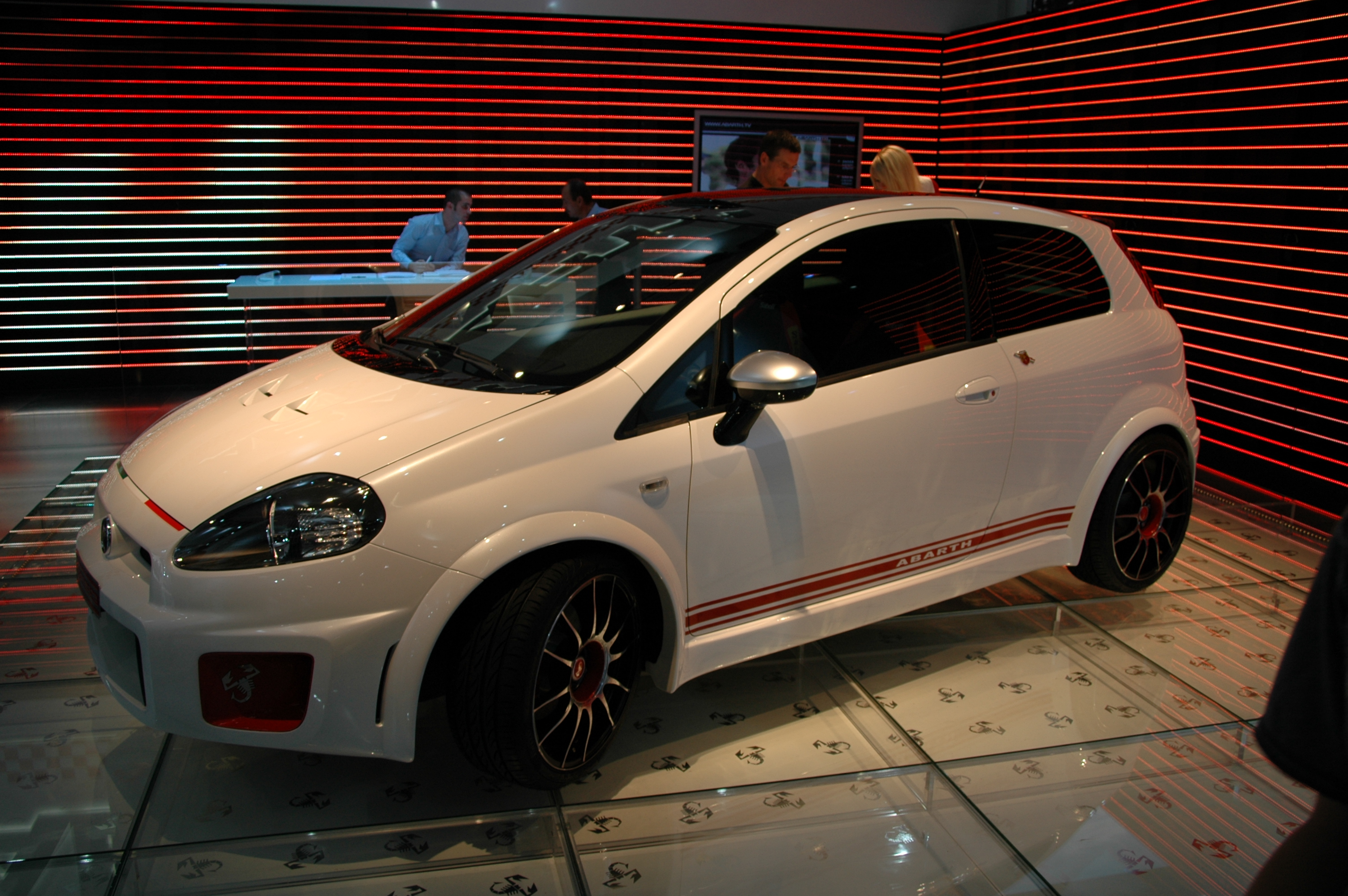
Prototipo di una Abarth Grande Punto "EsseEsse" al Salone dell'automobile di Francoforte del 2007

Al Salone dell'automobile di Francoforte nel 2007 viene presentato un prototipo su base Abarth Grande Punto che riportava la sigla "EsseEsse". Il prototipo era più una ricerca di stile e una proposta pubblicitaria al pubblico esponendo una possibile variante decisamente più sportiva del modello di serie Abarth. Il prototipo "EsseEsse", infatti, presentava una linea decisamente alterata rispetto al modello base presentando rilevantissime varianti estetiche, come la grande presa d'aria anteriore posta su un paraurti molto sporgente, e altri componenti che davano l'idea di un assetto di gran lunga più ribassato e interni molto sportivi con alcuni elementi dal design totalmente rivisto; proprio per questo inizialmente si pensava che oltre alle parti meccaniche il kit includesse anche non pochi componenti estetici.

### Il modello definitivo
Al salone dell'automobile di Ginevra nel 2008, l'anno successivo alla presentazione del primo prototipo, viene presentata la versione definitiva di come sarebbe stata la versione EsseEsse del modello. Il nuovo prototipo era decisamente più sobrio del primo e molto più fedele alla linea del modello base, difatti gli accorgimenti estetici sono perlopiù rivolti a particolari di tipo tecnico anziché puramente estetico. Il prototipo, ormai in chiave definitiva, mostrava come si sarebbe veramente presentata la Abarth Grande Punto dopo il miglioramento dovuto al kit EsseEsse presentandosi quindi con un assetto ulteriormente ribassato, cerchi più grandi, una serie di rielaborazioni inerenti alla meccanica come sistema di scarico, filtro, sospensioni, l'elaborazione del motore fino al raggiungimento di 180 CV e il particolare fregio "EsseEsse" sul portellone posteriore e sulla cover del motore.

## Kit di elaborazione
I "Kit" sono elaborazioni opzionali post vendita proposti da Abarth (quindi non un modello a sé stante dalla versione base Abarth) con il quale si incrementano ulteriormente le prestazioni meccaniche, motoristiche e il comportamento su strada della Abarth Grande Punto. I kit di potenziamento della vettura sono due, uno denominato Assetto e l'altro denominato EsseEsse. Entrambi sono installabili esclusivamente da un centro autorizzato Abarth, solo su vetture Abarth Grande Punto che non abbiano superato 12 mesi di età o 20.000 km di percorrenza.

### KitAssetto
Questo kit di elaborazione prevede un miglioramento all'impianto frenante con l'adozione di freni a disco autoventilati forati (anteriori e posteriori) con pastiglie freni anteriori ad alte prestazioni. Molle ribassate di 15/20 mm, e l'installazione di cerchi in lega da 18" su pneumatici Pirelli Pzero Nero 215/40 ZR18.

### KitEsseEsse

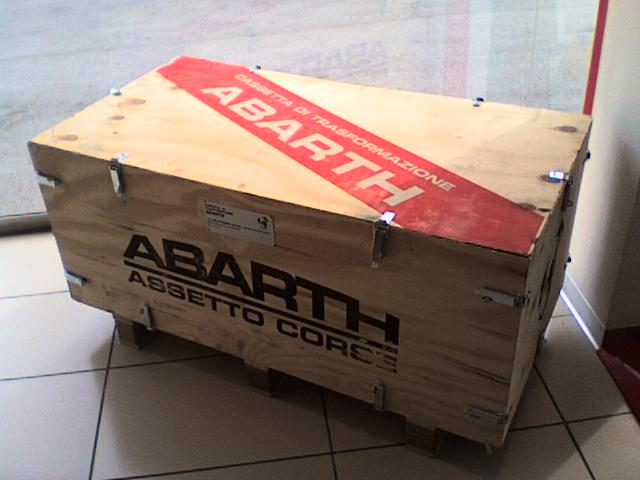
La caratteristica e rievocativa cassetta di trasformazione Abarth contenente il kit EsseEsse

Il kit EsseEsse per motivi di sicurezza viene installato solamente abbinato al kit Assetto e prevede:
- cerchi in lega Abarth 7,5"x18" ET 35 (bianchi o titanio) con pneumatici 215/40 ZR18;
- dischi freno anteriori autoventilati forati 305 mm x 28 mm;
- dischi freno posteriori forati 264 mm x 11 mm;
- pastiglie freno anteriori ad alte prestazioni;
- molle anteriori e posteriori ribassate specifiche;
- rampa iniettori maggiorata;
- filtro aria specifico "powered by BMC";
- turbina Garrett GT1446;
- collettori di scarico maggiorati;
- catalizzatore specifico;
- terminale di scarico Magneti Marelli specifico;
- frizione rinforzata (componente non necessario sulle vetture prodotte successivamente a maggio 2008);
- sensori elettronici specifici;
- rimappatura centralina motore con software EsseEsse 180 CV;
- fregi EsseEsse su cover motore e portellone posteriore;
- tutte le tubazioni di raccordo tra i vari componenti.

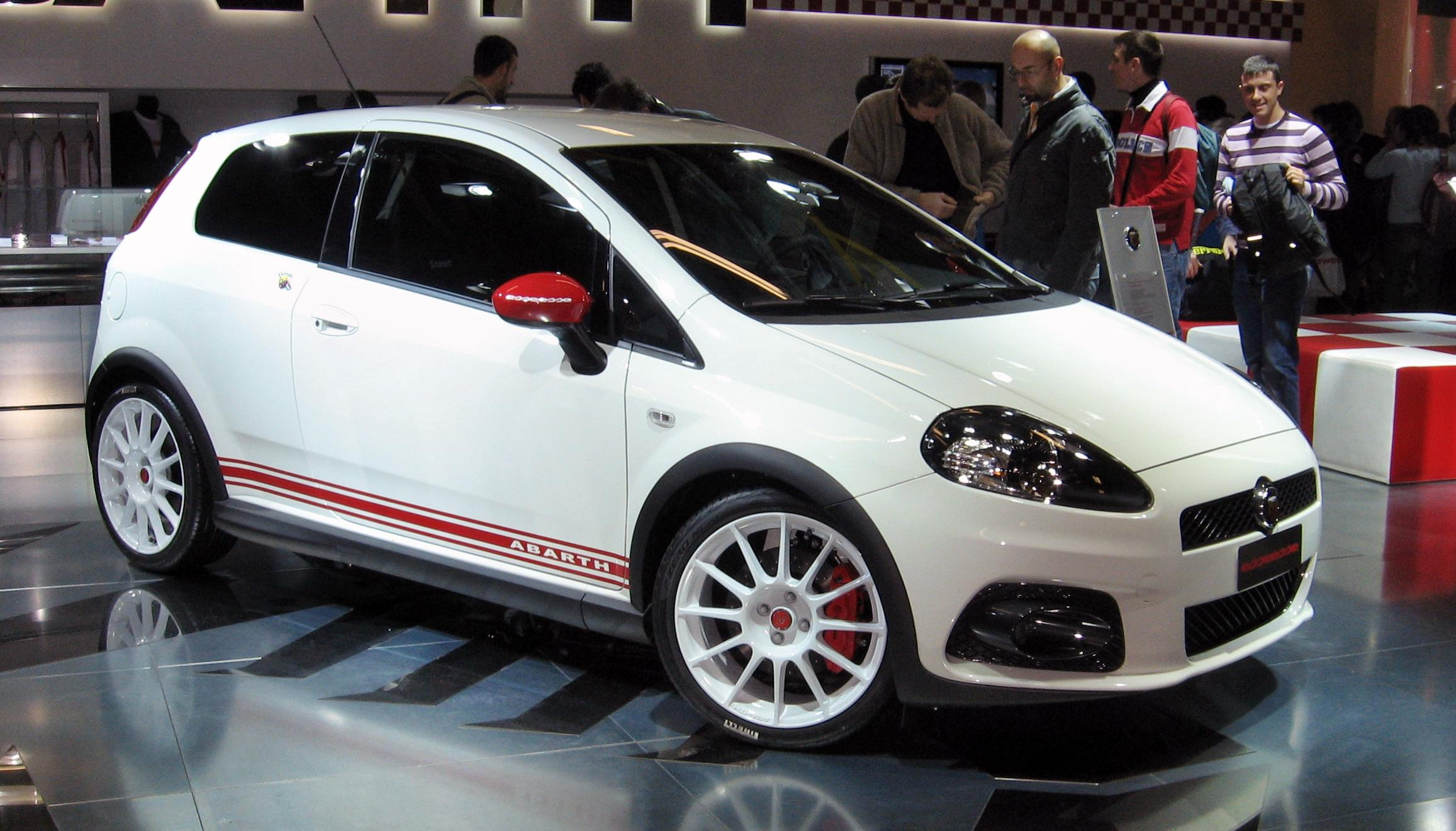
Vista laterale di una Abarth Grande Punto "EsseEsse" durante la presentazione ufficiale al Motor Show di Bologna 2007

Il kit "EsseEsse" permette alla vettura di accelerare da 0 a 100 km/h in 7,7 secondi, e arrivare a una velocità massima di 215 km/h (dati dichiarati).
L'installazione di tale kit può avvenire solo sulla Abarth Grande Punto (unico modello 1.4 Turbo T-Jet 155 CV) e solo dalla rete ufficiale di preparatori Abarth "Assetto Corse" in una delle officine Abarth autorizzate, le quali garantiranno la completa omologazione stradale dell'auto modificata.
La consegna di tali kit, come da tradizione della casa, avverrà all'interno di casse in legno che riprendono le storiche "Cassette di Trasformazione" anni sessanta solo ai proprietari di una Abarth Grande Punto base entro un anno dalla prima immatricolazione o entro i 20.000 km con garanzia Abarth di due anni dalla data di installazione.

### La Abarth Driving School
Contemporaneamente al lancio del nuovo kit EsseEsse viene pubblicato nel sito ufficiale la nascita della Abarth Driving School.
La Abarth Driving School è una scuola di guida sportiva Abarth ufficiale, nata dalla collaborazione fra l'azienda automobilistica e uno dei più celebri campioni di rally, il cavarzerano Sandro Munari. La scuola ha sede presso il circuito di prova di Fiat Group di Balocco, in provincia di Vercelli. L'iniziativa nasce con l'intento di offrire la possibilità di apprendere tecniche di guida con una particolare attenzione alla sicurezza, e all'uso ottimale delle vetture sportive. Il corso di apprendimento consiste in lezioni sia teoriche che pratiche con relativo test finale conclusivo, strutturato con una sfida fra i partecipanti per verificare le conoscenze acquisite.

## La Abarth Punto nel modellismo
La Abarth Grande Punto è stata riprodotta da diversi marchi, di seguito un elenco non esaustivo: Hongwell/Motorama (1:43 e 1:24, colori bianco, nero o rosso); Mondo Motors (1:24 e 1:18); Bburago cinese (1:43).